# قرة بلاغ (جلفا)
قرة بلاغ هي قرية في مقاطعة جلفا، إيران. عدد سكان هذه القرية هو 467 في سنة 2006.